# Claude de Vic
Claude de Vic (Sorèze, 1670 - Saint-Germain-des-Prés, 23 de enero de 1734) fue un monje benedictino e historiador francés.

## Vida
A los 17 años de edad profesó en el monasterio de La Daurade de Toulouse perteneciente a la congregación de San Mauro de la orden de San Benito, y tras terminar sus primeros estudios ejerció como profesor de retórica en la abadía de Saint-Sever de Gascuña hasta que en 1701 fue enviado a Roma como asistente de Guillaume de la Pare, procurador general de la congregación ante la corte papal de Clemente XI.
A su regreso a Francia en 1715, se estableció en la abadía de Saint-Germain-des-Prés, donde por aquellas mismas fechas desarrollaban su labor literaria Bernard de Montfaucon, Michel Félibien, Edmond Martène, Martin Bouquet, Charles de la Rue, Guy Alexis Lobineau o el abate Prévost, entre otros. Allí colaboró durante los años siguientes con su paisano Joseph Vaissète en la redacción de los dos primeros volúmenes de la "Histoire générale de Languedoc"; también tradujo al latín la biografía de Jean Mabillon que su correligionario Thierry Ruinart había dejado escrita en francés. 
Murió en la abadía a los 64 años de edad cuando acababa de ser nombrado procurador general en Roma.